# Leyr
Leyr település Franciaországban, Meurthe-et-Moselle megyében. Lakosainak száma 910 fő (2022. január 1.). Leyr Armaucourt, Arraye-et-Han, Bouxières-aux-Chênes, Moivrons, Montenoy és Villers-lès-Moivrons községekkel határos.

## Népesség
A település népességének változása:
| Lakosok száma | 609  | 662  | 770  | 921  | 973  | 941  | 916  | 902  | 905  | 910  |
|               | 1968 | 1982 | 1990 | 2006 | 2013 | 2015 | 2017 | 2019 | 2020 | 2022 |